# Anne-Catherine Berner

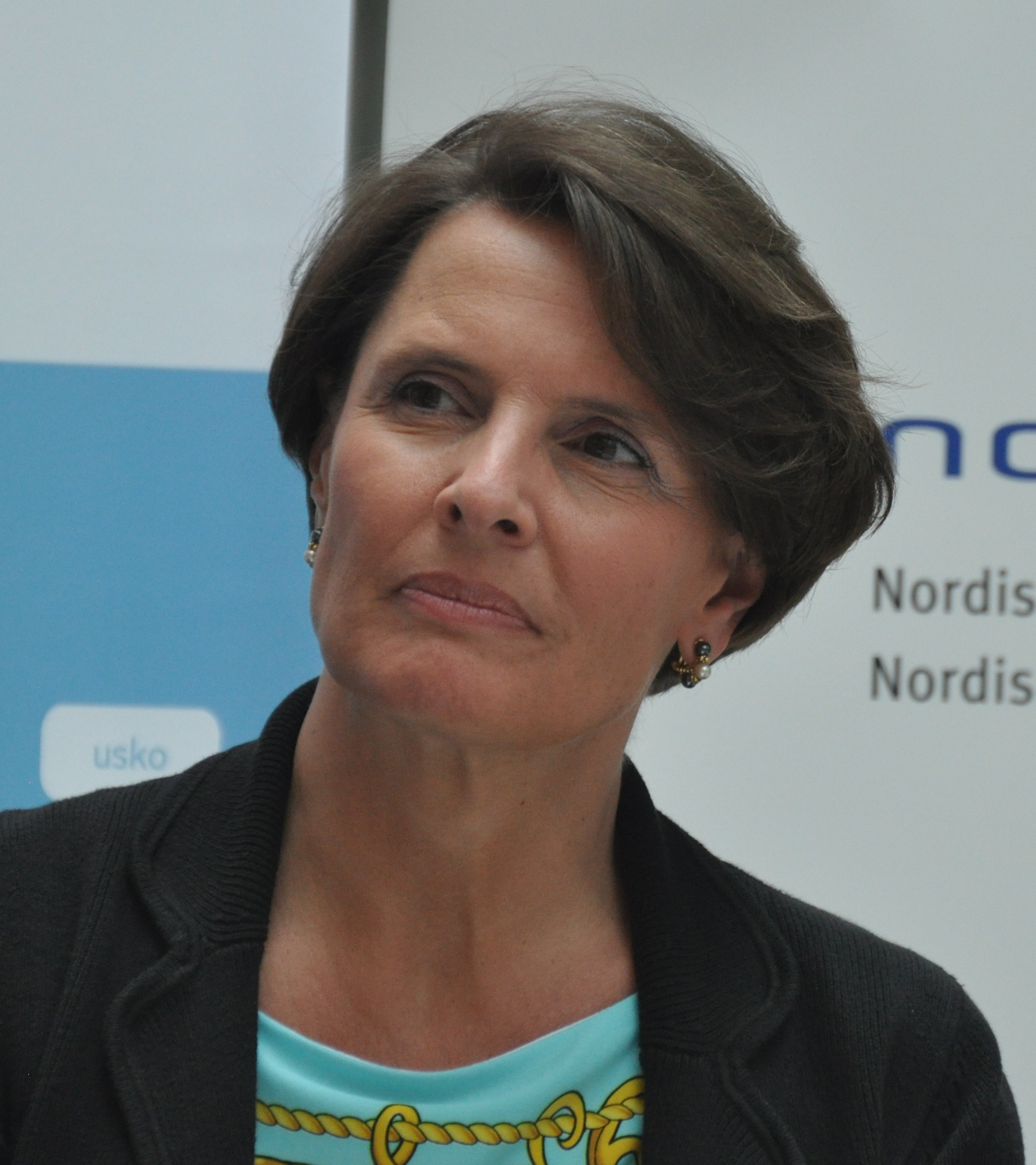
Anne-Catherine Berner, 2015

Anne-Catherine Berner (* 16. Januar 1964 in Helsinki) ist eine ehemalige finnische Politikerin, die als Mitglied des finnischen Parlamentes und als Ministerin für das Verkehrs- und Kommunikationswesen tätig war. 2015 gewann Berner ihren Sitz im Parlament für die Zentrumspartei. Neben ihrer Karriere in der Politik war sie als Leiterin eines familiengeführten Innenarchitekturunternehmens tätig.

## Herkunft und Ausbildung
Berner wurde in Helsinki bei Eltern mit schweizerischem Ursprung als erstes von vier Kindern geboren und verbrachte ihre Kindheit in der finnischen Hauptstadt. Ihre Muttersprache ist Schweizerdeutsch, das sie als Kind mit ihrem Vater und den Brüdern sprach. Sie wuchs mehrsprachig auf und lernte als Kind Finnlands Landessprachen Finnisch und Schwedisch.
Sie besuchte zwölf Jahre die Deutsche Schule Helsinki, die zum finnischen und deutschen Abitur führt. Berner legte das finnische Abitur in Schwedisch ab.
Bereits in jungen Jahren interessierte sich Berner für Medizin und arbeitete als Sommeraushilfe in einem pathologischen Institut. Sie begann ein Studium an der Medizinischen Fakultät der Universität Zürich, kehrte jedoch nach Finnland zurück, als ihre Mutter erkrankte. Die Pflege ihrer Mutter und später die Verantwortung für das Familienunternehmen führten dazu, dass Berner in Finnland blieb.
Sie schloss ein Masterstudium in Wirtschaftswissenschaften an der schwedischsprachen Universität Hanken Schwedische Handelshochschule ab.
Berner ist Doppelbürgerin, zusätzlich zu ihrer Schweizer Staatsangehörigkeit erhielt sie 2015 die finnische.

## Karriere in der Wirtschaft
1986 erhielt Berner einen befristeten Arbeitsvertrag im Familienunternehmen Vallila Silkkitehdas Osakeyhtiö. Damals beschäftigte das Unternehmen neun Mitarbeitende und hatte einen Umsatz von 22 Millionen Finnmark. Berner reiste in ihrer Anfangszeit jährlich etwa 70 000 Kilometer, um Innenarchitekten Stoffe zu verkaufen.
1989 übernahm sie die Position der Geschäftsführerin des Unternehmens und folgte damit ihrem Vater Rudolf Berner. Unter ihrer Leitung wuchs das Unternehmen von 10 auf mehr als 140 Mitarbeitende im Jahr 2014.

### Vallila Interior
Berner führte 1986 ein neues Projektgeschäft im Rahmen von Vallila Interior Contracting Oy ein und wurde drei Jahre später im Alter von 25 Jahren Geschäftsführerin. Das Unternehmen wurde in Vallila Interior umbenannt und erhielt Aufträge für öffentliche Gebäude sowie für Kreuzfahrtschiffe, darunter die Vorhänge aller Kabinen des Kreuzfahrtschiffes Oasis, das in der STX-Werft in Turku gebaut wurde. Ab 1992 führte Vallila Interior Hotel- und Restaurantprojekte in Russland durch.
In den frühen 2000er-Jahren fusionierten Tochterunternehmen von Vallila Interior unter einem Namen, und Berner führte eine Neuausrichtung der Textildesign-Sparte durch. Die erste eigene Textilkollektion wurde 2007 auf den Markt gebracht, und in den 2010er-Jahren etablierte sich die Marke Vallila als bekannte Heimtextilmarke in Finnland.

### Das New-Children’s-Krankenhaus
Vor ihrem Einstieg in die Politik war Berner vor allem als Gesicht und Leiterin eines Wohltätigkeitsprojekts zur Errichtung eines neuen Kinderkrankenhauses in Helsinki bekannt. Das Krankenhaus wurde 2017 rechtzeitig zur Feier des 100. Jahrestages der finnischen Unabhängigkeit fertiggestellt. Berner ist seit 2012 Vorsitzende des Unterstützungsvereins und der Stiftung des Krankenhauses.

### Medienauftritte
Berner trat als Investorin in zwei Versionen der TV-Show «Drachennest» auf: 2013 im Programm Nelonen auf Finnisch (Leijonan luola) und 2014 bei TV8 auf Schwedisch (Draknästet).
2013 war sie Vegas sommarpratare beim schwedischsprachigen Yle Vega. In diesem populären finnlandschwedischen Radioprogramm treten jeden Sommer wechselnde Persönlichkeiten als Programmleiter auf (sommarpratare bedeutet etwa «Sommererzähler»), stellen sich selbst vor, sprechen über ein frei gewähltes Thema und spielen selbstgewählte Musiktitel.

## Politische Laufbahn
Berner wurde 2015 als parteilose Kandidatin für die Zentrumspartei im Wahlkreis Uusimaa ins Parlament gewählt. Kurz darauf wurde sie zur Ministerin für Verkehr und Kommunikation in der Regierung Sipilä ernannt. Sie übernahm auch die Verantwortung für die nordische Zusammenarbeit und die Angelegenheiten der Åland-Inseln.
Ihre politische Ausrichtung wird als klassisch liberal beschrieben, mit einem starken Fokus auf Unternehmertum und verantwortungsvolles Eigentum. Berner kündigte an, nur für eine Legislaturperiode als Abgeordnete tätig zu sein.

### Ministerin für Verkehr und Kommunikation
Während ihrer Amtszeit führte Berner umfassende Reformen im Verkehrs- und Kommunikationssektor ein, darunter das Transportdienstleistungsgesetz, das die Grundlage für digitale Geschäftsmodelle und nahtlose Verkehrsketten schafft. Das Gesetz erhielt internationale Anerkennung und wurde 2019 mit dem GSMA Government Leadership Award ausgezeichnet. Allerdings stiess es auch auf Kritik, beispielsweise von der finnischen Taxigewerkschaft.
Berner setzte sich aktiv für den Klimaschutz ein und strebte an, den finnischen Verkehrssektor bis 2045 kohlenstofffrei zu machen. Sie engagierte sich auch für das FinEst Link-Projekt, das die Mobilität zwischen Helsinki und Tallinn verbessern soll, einschliesslich der Planung eines Eisenbahntunnels (Helsinki-Tallinn-Tunnel) zwischen den beiden Städten.
Am 29. Mai 2019 schied Berner aus ihrem Ministeramt aus, um ihre Tätigkeit im Vorstand der SEB Group aufzunehmen. Ihre Nachfolgerin wurde Anu Vehviläinen.

### Mitgliedschaften und Auszeichnungen
Berner war Mitglied mehrerer Aufsichtsräte, darunter bei Soprano plc, Kährs Holding AB und der Pensionsversicherung Ilmarinen und der Finanzgruppe SEB. und Vorsitzende des finnischen Familienunternehmensverbandes. Sie erhielt mehrere Auszeichnungen, darunter den Prix Veuve Clicquot als Geschäftsfrau des Jahres 2006 und den Orden eines Kommandeurs des Löwen von Finnland 2014.